# Phlyarus microspinicollis
Phlyarus microspinicollis är en skalbaggsart som beskrevs av Stefan von Breuning 1963. Phlyarus microspinicollis ingår i släktet Phlyarus och familjen långhorningar. Inga underarter finns listade i Catalogue of Life.